# Antihistaminique

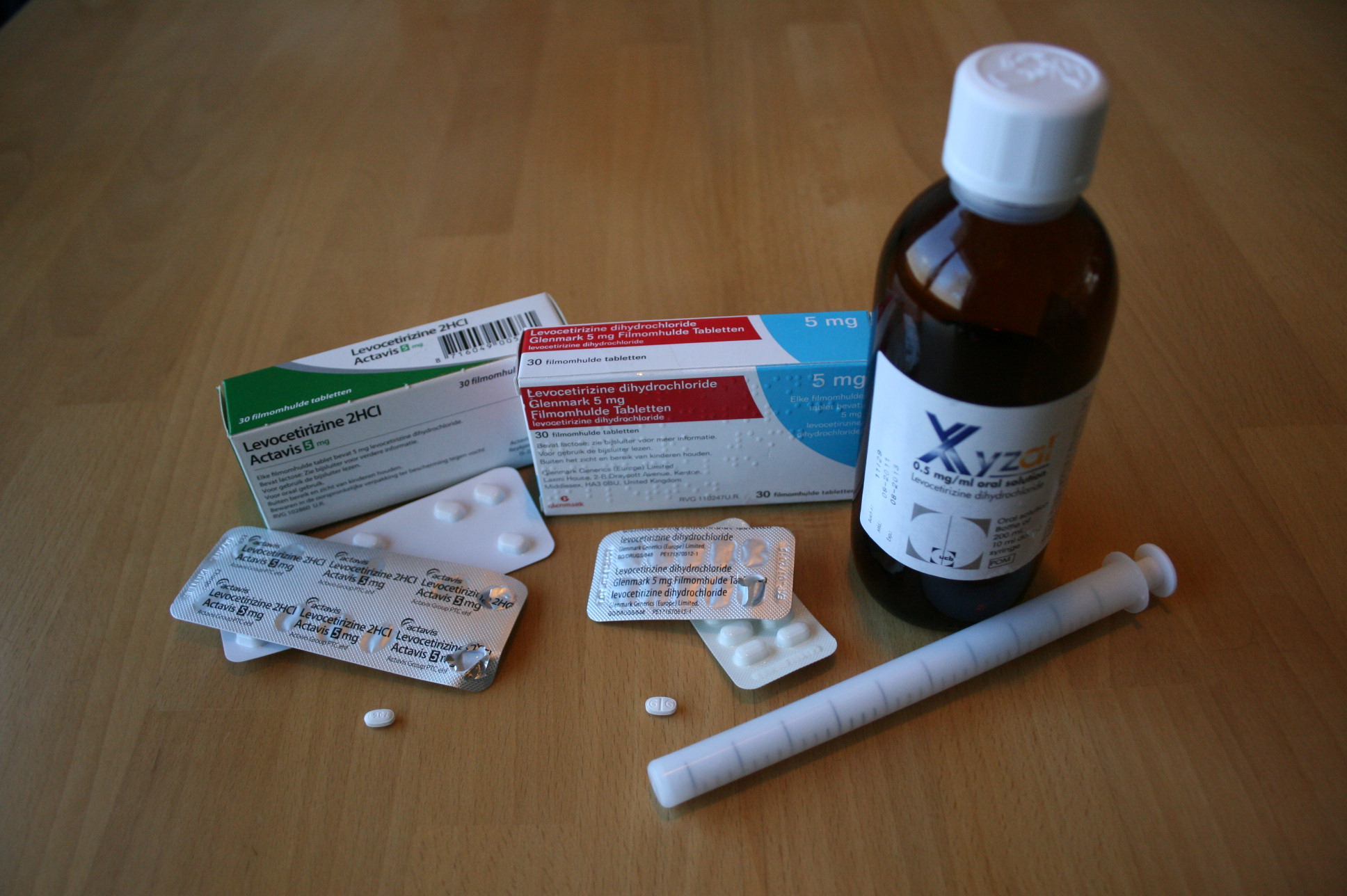
Différentes formes d'un antihistaminique H1 réputé non sédatif, la lévocétirizine.

Un antihistaminique est un médicament utilisé comme antagoniste compétitif des récepteurs de l'histamine, qui sert donc à réduire ou à éliminer les effets de ce médiateur chimique endogène libéré, entre autres, au cours des réactions allergiques.
Dans l'usage courant, le terme antihistaminique désigne davantage les antagonistes des récepteurs H1 (ou antihistaminiques H1) que les antagonistes des récepteurs H2.
Il existe d'autres agents à action antihistaminergique, des antagonistes non compétitifs qui empêchent la transformation de l'histidine (un acide aminé) en histamine en inhibant l'activité enzymatique de l'histidine décarboxylase ; ce sont des antihistaminiques atypiques.

## Histoire
« Si la notion d'antihistaminique a pris un essor considérable dans le monde, son berceau fut le laboratoire de Fourneau à l'Institut Pasteur ; ses premiers pas furent guidés par Daniel Bovet, Anne-Marie Staub, Bernard Halpern et leurs collaborateurs ; leurs premières réalisations pratiques sortirent des usines de la société Rhône-Poulenc. Ceci fut d'ailleurs constaté avec unanimité par les savants étrangers, américains, suisses ou anglais et reçut une véritable consécration lors du Council on Pharmacy and Chemistry de l'Association médicale américaine, qui se tint en novembre 1946 pour traiter précisément des antihistaminiques. » Marcel Delépine.

## Utilisation clinique

### Indications
Les antihistaminiques H1 sont utilisés dans le traitement d'états allergiques, où l'histamine joue un rôle médiateur. Spécifiquement, ces indications peuvent comprendre : (Rossi, 2004)
- rhinite allergique
- conjonctivite allergique
- maladies allergiques dermatologiques (dermatite de contact)
- urticaire
- prurit (dermatite atopique, morsures d'insectes)
- réactions anaphylactiques ou anaphylactoïdes - uniquement comme adjuvant
- nausées et vomissements (antihistaminiques H1 de première génération)
- sédation (antihistaminiques H1 de première génération)
- avant une chimiothérapie
- utilisé devant une toux coqueluchée

Selon la nature de l'état allergique, les antihistaminiques peuvent être administrés :
- en administration locale (topique) (au travers de la peau, du nez ou des yeux)
- ou par voie systémique.

### Effets secondaires
Peuvent provoquer une somnolence diurne et des troubles cognitifs par leurs effets anticholinergiques.

## Antihistaminiques H1de première génération

### Alcylamines
- Bromphéniramine
- Chlorphéniramine (chlorphénamine)
- Dexchlorphéniramine (dexchlorphénamine)
- Phéniramine
- Triprolidine
- Dimétindène

### Éthanolamines
La diphénhydramine est la première molécule découverte de cette classe. Ces produits présentent d'importants effets indésirables anti-cholinergiques comme la sédation, mais la fréquence des effets indésirables gastro-intestinaux est assez faible. (Nelson, 2002 ; Rossi, 2004.)
- Carbinoxamine
- Clémastine
- Dimenhydrinate
- Diphenhydramine
- Doxylamine
- Phenyltoloxamine

### Éthylènediamines
- Antazoline
- Mépyramine (pyrilamine)

### Phénothiazines
- Prométhazine
- Alimémazine
- Oxomémazine
- Chlorpromazine
- Cyamémazine
- Lévomépromazine

### Pipérazines
- Hydroxyzine
- Méclizine
- Pipéroxane (bénodaïne)
- Prochlorpérazine
- Trifluopérazine

### Pipéridines
- Azatadine
- Cyproheptadine
- Diphenylpyraline
- Kétotifène

### Autres
- Doxépine

## Antihistaminiques H1de deuxième génération

### Alkylamines
- Acrivastine

### Pipérazines
- Astémizole
- Cétirizine
- Desloratadine
- Ébastine
- Fexofénadine
- Lévocétirizine
- Loratadine
- Mizolastine
- Rupatadine
- Terfénadine, non utilisée en raison d'un risque d'arythmie cardiaque (torsades de pointe)

## Pharmacophore

Pharmacophore des antihistaminiques H1

Le pharmacophore est la partie pharmacologiquement active d'une classe de molécule. Elle est le squelette minimum nécessaire à l'action recherché de cette classe moléculaire.

### Autres
- Bilastine

## Autres agents

### Inhibiteurs de la libération de l'histamine
Ces substances agissent en évitant la dégranulation et la libération de médiateurs par les mastocytes.
- Cromoglicate
- Nédocromil

### Inhibiteurs de la L-Histidine décarboxylase
On les appelle encore antihistaminiques atypiques.
- Catéchine
- Tritoqualine

### Antihistaminiques H2
Les récepteurs histaminiques H2 sont localisés dans la paroi stomacale (au niveau de la membrane plasmique du pôle basal des cellules pariétales) et ont comme fonction la régulation de l’acidité gastrique (en modulant l'activité des Pompes à Protons H+/K+ ATP-dépendantes intégrées dans la membrane plasmique du pôle apical de ces mêmes cellules pariétales).
- Cimétidine
- Famotidine
- Nizatidine
- Ranitidine

### Antihistaminiques H3et H4
Les récepteurs histaminiques H3 sont des autorécepteurs présynaptiques des neurones centraux et ont comme fonction d'inhiber la libération de l'histamine, acétylcholine, noradrénaline, sérotonine...
- La capacité du récepteur de H3 de moduler des neurotransmetteurs variés fait de ce récepteur un nouvel objectif thérapeutique dans le soulagement des symptômes provoqués par plusieurs pathologies dont les troubles des mouvements (apraxie), l'obésité, la schizophrénie, le TDAH et les dysfonctionnements de la régulation de la balance entre l'état de veille et le sommeil.

Les récepteurs histaminiques H4 sont exprimés par les cellules hématopoïétiques et interviennent dans la différenciation des myéloblastes et promyélocytes, dans la chimiotaxie des éosinophiles et dans la libération de l'interleukine Il-16. Le récepteur H4 est un objectif potentiel pour le traitement allergique et les états inflammatoires tels que l'asthme et la rhinite allergique.